# جائزة جنوب إفريقيا الكبرى 1976
جائزة جنوب أفريقيا الكبرى 1976 هو سباق فورمولا 1 أقيم بتاريخ 6 مارس 1976. كان الثاني من أصل 16 في بطولة العالم لسباقات الفورمولا واحد موسم 1976. حلّ النمساوي نيكي لاودا أولا بينما جاء البريطاني جيمس هانت في المركز الثاني.